# Pteronemobius nigrofasciatus
Pteronemobius nigrofasciatus är en insektsart som beskrevs av Matsumura, S. 1904. Pteronemobius nigrofasciatus ingår i släktet Pteronemobius och familjen syrsor. Inga underarter finns listade i Catalogue of Life.